# فرودگاه شهری اسپنسر
فرودگاه شهری اسپنسر (به انگلیسی: Spencer Municipal Airport) (به زبان بومی: Northwest Iowa Regional Airport) یک فرودگاه همگانی بهره‌برداری هوایی با کد یاتا SPW است که یک باند فرود بتن دارد و طول باند آن ۱۸۲۹ متر است. این فرودگاه در کشور ایالات متحده آمریکا قرار دارد و در ارتفاع ۴۰۸ متری از سطح دریا واقع شده است.